# Чернокраки
Чернокраките (на английски: Blackfoot, Blackfeet) са северноамериканско алгонкиноезично индианско племе, конфедерация от три езиково и културно свързани племена, обитаващи северните части на Големите равнини в Северна Америка.

## История
Конфедерацията на чернокраките (Блекфут) се състои от три племена. Пиеганите заемат подножието на Скалистите планини на север от централната част на Монтана; сикскика са на север от тях, в днешната провинция Албърта; кайна са известни и като „блъди“ и също живеят днешна Южна Албърта. Общият брой на всички клонове на Конфедерацията на чернокраките през 1780 година се е изчислявал на 15 000 души През XIX в. пиганите са били една дузина групи, организирани по двеста-двеста и двадесет човека, като всяка група се е състояла от двадесетина човека, живеещи в типи.(иначе казано общият брой на чернокраките - пигани, през XIX в. е бил 2500-3000 човека)

### Праистория
Конфедерацията на чернокраките има богато минало. Смята се, че те са най-старите обитатели на Равнините, в които се заселили още през 16 век. Дошли от долината на Ред Ривър, горската област западно от Големите езера. Тогава още били пеши ловци и събирачи. Вероятно те са оглавили преселението на западните алгонкини от територията на Минесота на запад в Равнините. В същото време в митологията им се споменава за някаква прародина далеч на север в района на Малкото робско езеро, някъде между реките Пийс и Саскачиуан, откъдето били изтласкани от племето чипеуян. След като усвоили коня около 1730 година, те се превърнали в конни ловци на бизони. Не се занимавали със земеделие и живеели в типита (на техния език нии-то-ис). В упорита борба с вражески племена – асинибойни, крии, кроу, шошони, кутенаи, флатхед и други те завладели обширна и богата област, широка почти 500 км и дълга 600 км, простираща се от река Саскачиуан до Йелоустоун и от устието на Милк Ривър до Скалистите планини или с други думи на част от територията на днешния щат Монтана и канадските провинции Албърта и Саскачиуан.

### Първи контакти с евроамериканците
Първите им контакти с френски пътешественици станали през 1748 година. Тогава вече те притежавали коне. На тези френски търговци им направило впечатление дисциплината и авторитета на вождовете в трите племена, както и чистотата и редът в лагерите им. По това време те нямали още огнестрелни оръжия и други европейски стоки, но въпреки това контролирали огромна територия и воювали успешно с асинибойните и криите, които имали пушки, закупени от Компанията Хъдсън Бей. Макар че били въоръжени с лъкове, копия и бойни тояги те превъзхождали противниците си в дисциплината и изкуството в ездата и тактиката на конния бой. След като в продължение на 20 г. след 1750 г. получили достатъчно огнестрелни оръжия, започнали да воюват още по-успешно с враговете си. Това скоро почувствали асинибойните и криите, основните им врагове на север и на изток. Що се отнася до кроу на юг, те били изтласкани на юг от Йелоустоун още в периода 1743-1745 г. Бойните им отряди пресичали Скалистите планини и достигали чак до Мексико.

### Търговията и последствията от нея
През 1780 г. Компанията Хъдсън Бей построява първия търговски пост на река Саскачиуан. На следващата година половината от чернокраките умират от епидемия. Заразили се по време на нападение на заразен лагер на шошоните на Боу Ривър. През 1784 г. в страната им се настанява и Компанията за търговия с кожи, а през 1799 г. е построен и първият основен търговски център Роки Маунтин Хаус на запад от Едмънтън. През 1806 година се срещнали с експедицията на Луис и Кларк. Стигнало се до стълкновение и един пиеган бил убит. Така започнали сложните им отношения с американците. Според Луис и Кларк пиеганите живеели в 350 типита и имали 700 войни или около 2 800 души общо. Сиксика живеели в 200 типита и имали 520 войни (1 600 души), а кайна живеели в 100 типита и имали 200 войни или 800 души общо.
През 1815 г. Хю Мънроу заживява с чернокраките и става първият бял чернокрак. През 1819 година нова епидемия убива 1/3 от хората на трите племена. През 1821 г. прогонили всички трапери от земите си. През 1823 г. са дадени нови данни за населението. Сиксика имали 500 типита, пиеганите 550 и кайна 300 типита или общо 10 800 души. 
Най-голямото си могъщество конфедерацията достигнала към 1830 година. По това време върху територията им започнал да се увеличава натискът на американците. Първите опити на Американската компания за търговия с кожи да се настани в земите им завършили с неуспех. Индианците преследвали траперите, убивали ги и така принудили компанията да изкупува кожи директно от тях. Така изминали няколко десетилетия. Потокът на бели заселници в Монтана се усилвал все повече и повече. През 1831 г. Джеймс Кип построил Форт Пиеган на река Мисури и убедил чернокраките да търгуват с Американската компания за търговия с кожи. През 1832 година чернокраките сключили мир с кроу във Форт Юниън, а главният вожд на кайна Бизоновия гръб сключил отделен мир с асинибойните. Мирът с кроу обаче се запазил само 2 години. През 1837 г. следваща голяма епидемия убива 2/3 от популацията им. През 1845 г. нова епидемия преминава през селата им. През 1846 г. 50 семейства пиегани били убити от кроу.

### Отношения с американците
През 1855 г. при устието на Джудит Съединените щати сключили мирен договор с всички племена в областта – асинибойни, кроу, кутенаи, не персе, флатхед, гро вантри, шошони, чернокраки, калиспел и други. Това бил така наречения Договор на Стивънс. С този договор на чернокраките се гарантирала огромна област, но с две административни наредби от 2 юли 1873 г. и от 19 август 1874 г. това било анулирано и по-голямата част от земята им била отнета. В договора още племената се съгласили да спрат войните по между си и да не нарушават границите на ловните си полета. За граница между чернокраките и кроу била определена река Мъсълшел. През лятото на 1857 г. кроу нарушили споразумението и нападнали лагер на кайна като убили двама души и отвлекли много коне. През есента на 1858 г. изневиделица кроу нападнали придвижващ се лагер на пиегани близо до Мъсълшел. Докато войните се организират, кроу успели да убият 113 души, преди да се оттеглят. След тази битка трите чернокракски племена и съюзниците им ацина (гро вантър) в продължение на 3 години постоянно нападали кроу. През пролетта на 1867 г. ацина скъсали съюзническите си отношения с чернокраките и се съюзили с кроу като решили да нападнат лагер от 69 шатри на пиегани до Сайпръс Хилс, без да подозират че отвъд хълмовете лагерували останалите пиегани и кайна, събрали се заедно за лов на бизони. Предупредени чернокраките се приготвили да посрещнат враговете. Обединените кроу и ацина се приближили открито, уверени в себе си и в лесната победа. Срещу тях обаче се изправила такава сила, че те панически се разбягали. Чернокраките ги преследвали и убили близо 400 от тях, като изгубили само 10 свои. Тази битка се смята за най-голямото поражение на ацина в цялата им история. Те поискали мир и от този момент нататък били лоялни съюзници на чернокраките. Кроу също поискали мир, но 2 години по-късно го нарушили. Оттогава враждата между чернокраките и кроу не е стихвала. Последното нападение на чернокраки срещу кроу е през 1885 г.
Чернокраките не са водили големи военни действия срещу Съединените щати. Въпреки това на 23 януари 1870 година майор Юджийн Бейкър нападнал лагер на пиеганите от 80 шатри на река Мъраяс. Селото не било охранявано и войниците избили индианците, докато още спели. Армията се опитала да потули случая, като съобщила само, че майор Бейкър е повел кавалерийско подразделение от Форт Елис, за да накаже банда чернокраки конекрадци. Бюрото по индианските въпроси научило за това клане 3 месеца по-късно. Един млад офицер, лейтенант Уилям Пийз, агент при чернокраките заложил кариерата си на карта и оповестил истината. Под предлог, че са откраднати няколко мулета от един превозвач на фургони, майор Бейкър организирал своя зимен поход и нападнал първия лагер, изпречил се на пътя му. В този лагер живеели предимно старци, жени и деца, някои от които болни от едра шарка. От 219 пиеганите в лагера само 46 успели да се спасят. 33-ма мъже, 90 жени и 50 деца били избити. През 1879 година правителството им определило резерват и ги задължило да се заселят в него. Когато 3 години по-късно бизоните изчезнали от Монтана, настъпил и краят на традиционния им начин на живот. В границите на резервата нямало почти никакъв дивеч, а седмичните дажби стигали само за ден. През зимата на 1885-1886 година настъпил голям глад. Чернокраките я нарекли Зимата на смъртта, нямало нищо за ядене и хората измирали всекидневно. Днес чернокраките живеят в резервати в Монтана и Албърта и наброяват около 20 000 души.

## Политическа организация
Политическата организация на чернокраките е минимална. Изразява се в Съвет на старейшините, които решават въпросите на племето. В него по-сериозна роля играят военните вождове и собствениците на (големи) стада. През пролетта вождовете имат известна власт при лова на бизона, но тя засяга по-скоро координацията между отделните общностни групи, отколкото да им дава реална власт.  

## Племенни обичаи и обреди

### Свещена връзка с  коня
Първоначално блекфут не са били конен народ. Ако се вярва на легендите, те решават да станат такъв след една атака на враговете им - шошоните, извършена през 1730 г. Атаката на шошоните е успешна, тъй като те връхлетели на коне, срещу спешените чернокраки. Тогава блекфут решават да имитират враговете си  и да станат по-добри ездачи от тях. Впоследствие чернокраките развиват специална връзка с коня. Един чернокрак може да притежава до четиридесет коня, като те отразяват статута му в племето. Никак не е чудно, че в Съвета на старейшините собствениците на стада има значима роля. Шаманите също отделят значимо влияние на конете в обреда на Танца на коня. Когато племето потегля по Пътеката на войната тях ги събира бойният барабан. Тогава чернокраките слизат от конете, пристъпвайки в такт и пеейки песни. Те водят конете си, които следват същия ритъм. Чернокраките спят с конете си, защото вярват, че конете могат да им предадат физически и духовни качества, чрез талисмани/муски. Най-бързите коне в племето се използват за лов на бизони, а по-бавните - за да мъкнат кожите, които чернокраките търгуват с белите. Като средство за транспорт конят струва колкото осем кучета Осемчленно семейство има нужда от десет коня, за да се премести към зимния лагер. Четири коня носят кожите, скелето за типи, както и храна, дрехи и завивките. Слабите, болните, бременните жени и децата пътуват на кон или пък седнали върху плазовете. На останалите коне седят ловците или осветителите на пътя.

### Търговия с кожи
Първоначално чернокраките нападат съседни племена, за да им откраднат конете и така им се създава слава на грабители. В действителност те създават много успешна търговия с белите заселници. Чернокраките са специализирани в търговията  кожи (изключението е бобъра, който е свещено животно). Самите те превозват с конете си кожи, които товарят на плазове. Всеки кон може да мъкне до сто килограма кожи и всеки плаз може отделно от това да бъде натоварен със сто и петдесет кила кожи. На ден се изминават средно по двадесет километра 

### Обичайно семейно право
За блекфут е характерна полигамията. Тъй като всеки представитетел на племето има по две-три жени, това дава възможност да се съсредоточат върху търговията и да задоволят търсенето на "Hudson bay company". Обикновено младите мъже се обграждат с жени, които са добри в обработването на кожи. Младите девойки имат значителна сескуална свобода и дори могат да избират съпруга си. Не е такава съдбата на омъжените жени. Ако съпругата изневери, измаменият съпруг има право да я подхвърли за курва на племето, като преди това ѝ отреже носа. Европейски заселници твърдят, че неедднократно са виждали индианки обезобразени по този начин.

### Обичайно наказателно право.
Правосъдието се базира на обичайното право - ако е извършено кръвно убийство влиза в сила закона за кръвната мъст. Ако убиецът е бил по-богат от убития, той трябва освен с всичко друго да доплати с коне на засегнатата страна. Съотношението от две-три жени на мъж е резултат от тежки междуплеменни войни.

### Начин на живот и обреди свързани с бита. Танцът на слънцето
Обичайният живот е подчинен на  ритъма на сезоните. Чернокраките лагеруват в долините, като разполагат своето типи на поляни, където дърветата донякъде защитават чернокраките от виелиците. Конете търсят паша под снега, а хората пробиват дупки в леда, за да търсят от там, за да се снабдят с вода.  Когато през пролетта бизоните мигрират, с тях мигрират и чернокраките. Летните групи се събират под командването на вожда на племето, чиято власт се изразява в координацията между различни общества, натоварени с организацията и реда.
Танцът на слънцето изисква да се отрежат езиците на убитите бизони: това е жертвена храна, която се консумира през август.  Танцът на слънцето продължава осем дни, като при това инданците са облечени в традиционни костюми. Летният сезон е подходящ за сватби и укрепване на племенните връзки. Есента е посветена на лов, като отделните групи тръгват поотделно. Те потеглят веднага щом се разпусне племенното събрание.  Есента е времето когато чернокраките развиват активно търговия с белите заселници и се снабдяват със сушено месо. Скотовъден народ, чернокраките не обичат полската работа.

## Ловни набези за коне
Чернокраките често правят военни набези, които им носят коне, роби и скалпове. Те са насочени най-често срещу Криите и Асинобоините. Не са редки случаите военните набези да бъдат насочени отвъд Скалистите планини, при Кроу, достигайки до своите врагове - Шошоните и Плоскоглавите(флатхед). Събират се на големи групи, за да извършат грабеж над незащитено селище или да нападнат изолиран конвой. Торбичката с т.нар медицина (свещен амулет) играе важна роля; чернокраките отдават много значение на сънищата, виденията, талисманите, свещените символи и въобще - връзката с духовете. Перата в косите на участниците са резултат от дълго обмисляне. Участниците в похода застават под командването на стар и опитен вожд, който трябва да ги поведе към победа. Личната екипировка не тежи повече от десет килограма, като почти една четвърт се пада на пушката.По пътя си групата изгражда примитивна колиба от дървени трупи, маскирани с храсти и дървесна. Тя използва тази колиба за камуфлаж, но ако се наложи тази колиба може да се използва и за укритие при нужда от съпротива. Атаката обикновено е предшествана от молитви и ритуално изрисуване на телата. Младите войни на чернокраките проникват при  конете, отвързват ги и ги насочват към съучастник, които да ги отведе на сигурно място. Всяка операция се осъществява максимално бързо, за да може племето бързо да избяга при вдигната тревога. При успешен рейд младите войни могат да се сдобият дори със стотина коня. Завръщанетот е тримуфално, придружено с възторжени възгласи; храбреците осмелили се да тръгнат на поход разпределят конете между семействата си, а тези поели най-голям риск получават и премия. 
При провал на племето загиват млади войни, а по-рядко - вождове. Тогава групата се захваща не само да отмъсти на противника, но да унищожи цялото племе, позволило си съпротива. Нападението се подготвя с церемония, при която цялото племе присъства на демонстрациите на най-напетите ездачи.  За сериозните вендети, характерни за чернокраките свидетелства Джеймс Шулц. Вражеският лагер бива нападан изненадващо, като чернокрасите се мъчат да открият виновния/виновните за убийството/убийството. Врагът била скалпиран, обезобразен и изкормен жив.
Не е необходимо да бъде убит противника, за да се получат почести за скалпа му. Завладяването на пушка или лък също е свързано с чествания; кражбата на кон е честа и не се отбелязва с такова честване. Някои трофеи като черепи, ръце или крака се отнасят в племето на чернокраките, жените ги окачат на стълбове и после танцуват около тях.
Кроу и криите се отнасят към чернокраките по сходен начин при наказателни акции